# Unreal Editor for Fortnite
Unreal Editor for Fortniteは、Epic Gamesが開発する『Unreal Engine』を『フォートナイト』専用にカスタマイズしたゲームエンジン。従来の『フォートナイト クリエイティブ』よりも高度なコンテンツ作成が可能。

## 概要
インターフェースはUnreal Engineとほぼ同じであり、開発者にとって馴染みやすい環境を提供している。UEFNでは独自の「ライブ編集セッション」が可能で、この機能により、他のコラボレーターがフォートナイトを通じてプロジェクトに参加し、フォートナイト クリエイティブのツールセットを使用して共同作業を行うことができる。
UEFNの重要な特徴の1つは、新たに導入されたプログラミング言語『Verse』の実装である。Verseは、プレイヤー、オブジェクト、ゲームロジック、空間環境といった要素と直接対話するためのスクリプト言語であり、フォートナイト クリエイティブのツールセットよりも柔軟で複雑な体験の創出を可能にしている。
コミュニティ内では、UEFNを使用して作成されたプロジェクトは「クリエイティブ2.0」と呼ばれ、それ以前のツールで作成されたものは「クリエイティブ1.0」として区別されている。UEFNのリリースに伴い、Epic Gamesは「島クリエイタープログラム」を開始した。このプログラムは、従来の「クリエイターサポートプログラム」とともに、開発者が自身の作品で収益を得る仕組みを提供している。この仕組みは、『Roblox』や『Minecraft』といった他のサンドボックスゲームに類似したモデルに基づいており、クリエイターエコノミーと呼ばれる新たなエコシステムを構築している。特に成功したプロジェクトは、一部のクリエイターに巨額の収益をもたらしており、AAAゲーム開発者の注目を集めている。